# Лавы (Липецкая область)
Лавы — село в Елецком районе Липецкой области. Село входит в муниципальное образование «Лавский сельсовет».
В границе сельского поселения находятся следующие населённые пункты: село Лавы, деревня Казинка. Территории сельского поселения Лавский сельсовет составляет 6440,39 га (земли поселений — 373,07 га, сельхоз — назначения — 5767,99га, промышленность — 131,73, лесного фонда — 167,6 га). Население на 01.01.2013 г. составило — 3049 чел.: с. Лавы — 1496 чел, д. Казинка — 1514 чел.
На территории села расположены: ФАП, Библиотека, школа, баня, социальная прачечная, Свято-Никольский храм.

## Население
| 2010 | 2013  |
| ---- | ----- |
| 1521 | ↘1496 |

## История села
На правом берегу реки Сосны примерно в 1778 г. возник посёлок Лавы. Он состоял из 50 — 60 крестьянских домов. Есть два предположения о названии села. Первое — от пластовых залежей известняка (Лава). Второе — от славянского слова «лава», что означает «легкие деревянные мостки через реку или топкое, болотистое место». «Дощатая лава вела через ручей.» Л.Леонов. «Через реку были положены шаткие бревенчатые лавы.» А.Чехов. Еще с домонгольских времен по р. Сосна, вниз к Дону и Чёрному морю, шла оживлённая перевозка грузов на больших лодках и баржах. На них устанавливали большие помосты, лавки для размещения товара. Населённый пункт, который позднее получил название «Лавы», был перевалочным пунктом, где перегружались товары: зерно, мука, крупы и другое. Через реку стелили деревянные настилы (укладывали бревна, доски), по которым перевозили на подводах грузы с одного берега реки на другой. Моста в то время не было. Он был построен в начале 20 века, в 1905 г.
В дореволюционное время лесные богатства, находящиеся на близлежащих территориях, дичь, звери истреблялись. Отвоевывались пашенные земли и пастбищные угодья. С образованием села произошло резкое социальное расслоение населения. Появились деревенские богатеи — кулаки и многочисленная сельская беднота. Вскоре большая часть земли была присвоена богачами Детиными и Зубовыми, мельником Филатовым и купцом Пановым. Кулацких хозяйств до революции насчитывалось 25, а бедняцких и середняцких — 350. Очень много было «безлошадных» крестьян. Лошадь в эти времена стоила очень дорого — 30-50 рублей, или 200 пудов зерна. Некоторые крестьяне копили деньги всю жизнь, а приобрести лошадь или корову так и не могли. Урожаи были крайне низкие из-за плохой обработки земли и отсутствия удобрений. На 10 крестьянских дворов приходился один плуг. Все работы проводились вручную.
Население занималось различными промыслами: основное — добыча камня (75 процентов), рыболовство, плетение корзин, кружевоплетение.
В начале 20 века реку Сосна перегородили каменной плотиной, поставили первую водяную мельницу, которая обеспечивала город Елец сортовой мукой. В 1905 г. на базе мельницы было построена первая электростанция. Около водяной мельницы немец Карл Федорович Зайцман построил механические мастерские. С развитием хозяйства появилась необходимость в грамотных людях. Появляется школа и для крестьянских детей.
В июле 1914 г. началась мировая империалистическая война. Она продолжалась до 1918 г. Положение лавских крестьян в это время сильно обострилось. Голод и нищета заставили идти на заработки в город. Усиливаются революционные настроения. Расширяется агитация против набора солдат в царскую армию. Когда свершилась Великая Октябрьская революция, власть в Ельце взял в свои руки Военно — революционный комитет, возглавляемый большевиком Успенским. Началась гражданская война. Многие лавские жители ушли на фронт. 31 августа 1919 г. конный корпус Мамонтова ворвался в город, где за короткое пребывание (31.08.19 — 04.09.19) нанесли огромный ущерб. Мамонтовцы, по доносу предателя, арестовали в ночь на 1 сентября 1919 г. первых лавских коммунистов: И. А. Голубева и Ф. И. Клокова, а на рассвете на огородах за школой расстреляли их. Оборотовы Семен Иванович и Мария Ивановна с помощью односельчан тайно похоронили расстрелянных коммунистов на лавском кладбище. После расстрела начался беспощадный террор лавского населения. Мужчины уходили в Быковский лес и оттуда наносили удары врагам. Белоказачий корпус Мамонтова был разбит. В середине октября Деникин начал ожесточённый обстрел города и окрестностей. Мужчины с. Лавы сражались в составе 13-й Красной Армии. После войны лавское население приступило к восстановлению сельского хозяйства. К концу 1929 г. создаётся колхоз имени Ленина.

## Улицы
Старожилы вспоминают, что раньше на Лавах было всего 3 улицы — Долбёжка (ул. Кирова), Рубцовка (ул. Пушкина) и Горячевка (ул. Северная).
Сейчас село расстроилось, появилось много улиц (В. И. Миленина ул. Дружбы ул. Заречная ул. Кирова ул. Красноармейская ул. Миленина ул. Мира ул. Овражная ул. Полевая ул. Поперечная ул. Пушкина ул. Садовая ул. Северная ул. Совхозная ул. Спортивная ул. Цветочная пер. Цветочный пер. Южная ул.), домов, торговых павильонов, детская и спортивная площадки, библиотека, клуб ветеранов «Лавские сударушки».

## Памятники

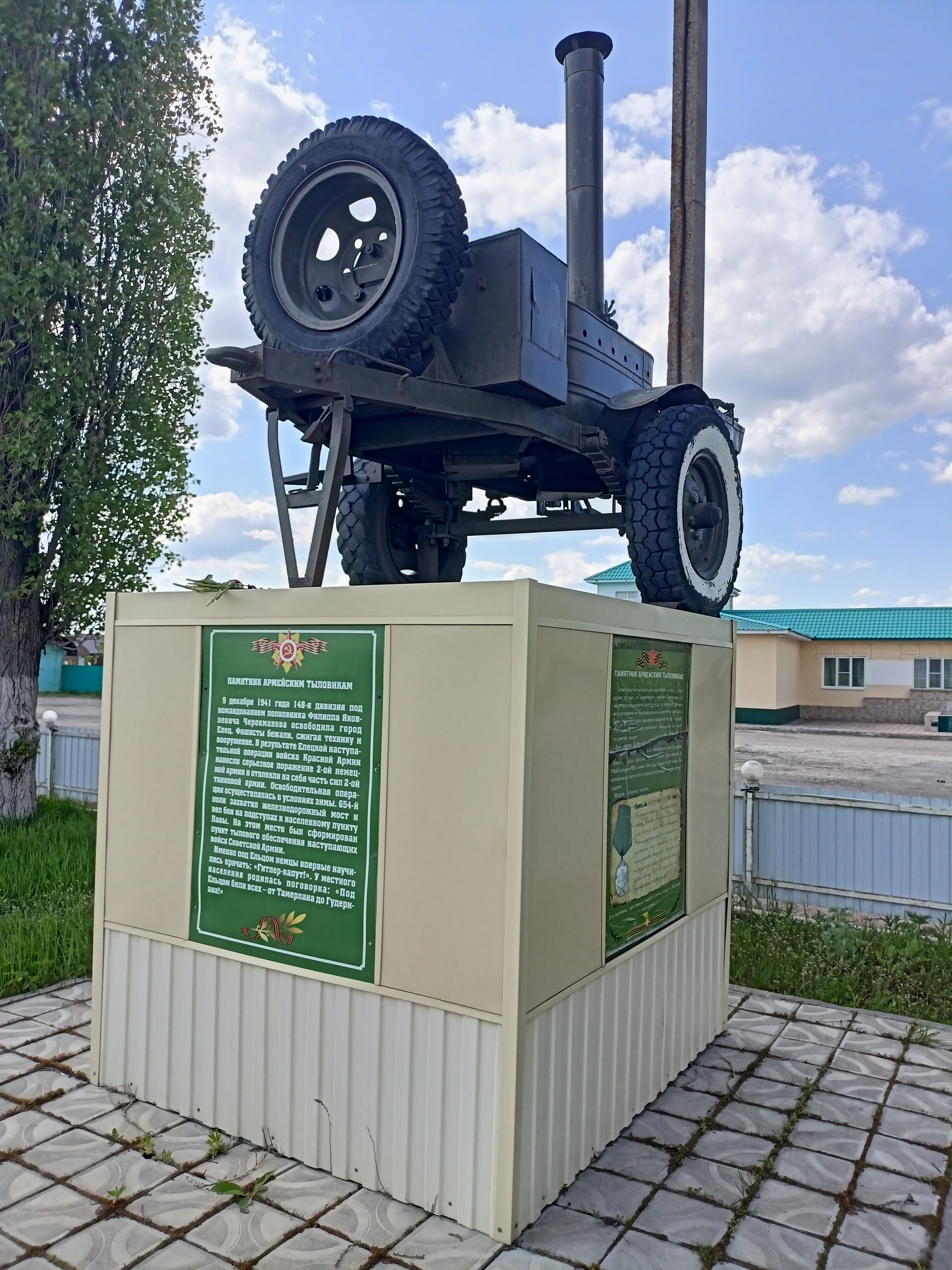

Осенью 2016 года у въезда в Лавы на постамент была установлена полевая кухня КП-2-42, которая с 1941 года находилась неподалеку в деревне Ивановка, где в годы войны располагался пункт тылового обеспечения войск Красной Армии.